# Las Manzanas, Chiapas
Las Manzanas är en ort i Mexiko.   Den ligger i kommunen Tenejapa och delstaten Chiapas, i den sydöstra delen av landet, 800 km öster om huvudstaden Mexico City. Las Manzanas ligger 2 261 meter över havet och antalet invånare är 350.
Terrängen runt Las Manzanas är kuperad. Runt Las Manzanas är det ganska tätbefolkat, med 155 invånare per kvadratkilometer. Närmaste större samhälle är San Cristóbal de las Casas, 12,9 km sydväst om Las Manzanas. I omgivningarna runt Las Manzanas växer i huvudsak städsegrön lövskog.